# Verdeja (ciruela)
Verdeja es una variedad cultivar de ciruelo (Prunus domestica), de las denominadas ciruelas europeas,
una variedad de ciruela oriunda de la comunidad autónoma de Extremadura, Villafranca de los Barros (Badajoz). Las frutas tienen un tamaño muy pequeño, color de piel morado rojizo pasando a oscuro, casi negro, a veces puede verse en parte el color verde oliváceo o rojizo claro del fondo, y pulpa de color verde o verde-amarillenta, con textura blanda, pastosa, y sabor dulce, bueno.

## Historia
'Verdeja' variedad de ciruela local cuyos orígenes se sitúan en la zona de la comarca de Tierra de Barros, comunidad autónoma de Extremadura, Villafranca de los Barros (Badajoz).
'Verdeja' está cultivada en el banco de germoplasma de cultivos vivos de la Estación experimental Aula Dei de Zaragoza. Está considerada incluida en las variedades locales autóctonas muy antiguas, cuyo cultivo se centraba en comarcas muy definidas, que se caracterizan por su buena adaptación a sus ecosistemas, y podrían tener interés genético en virtud de su características organolepticas y resistencia a enfermedades, con vista a mejorar a otras variedades.

## Características
'Verdeja' árbol de porte extenso, vigoroso, erguido, muy fértil y resistente. Las flores deben aclararse mucho para que los frutos alcancen un calibre más grueso. Tiene un tiempo de floración que comienza a partir del 16 de abril con el 10% de floración, para el 20 de abril tiene una floración completa (80%), y para el 29 de abril tiene un 90% de caída de pétalos.
'Verdeja' tiene una talla de tamaño muy pequeño, de forma elíptico-redondeada, con el vientre algo protuberante, y con ligera depresión en la parte dorsal en el tercio inferior, presentando sutura muy visible, línea ancha de color amoratado superficial, excepto en ligera depresión junto al punto pistilar;epidermis tiene una piel fina de color morado rojizo pasando a oscuro, casi negro, a veces puede verse en parte el color verde oliváceo o rojizo claro del fondo, cubierta con pruina suave, azulado-violácea presentando punteado muy abundante, bastante marcado, tamaño variable, blanquecino con aureola carmín amoratado o casi negra, poco perceptible en zonas oscuras; Pedúnculo corto,  medianamente grueso, fuerte, leñoso, sin pubescencia, ubicado en una cavidad pedúncular prácticamente inexistente;pulpa de color verde o verde-amarillenta, con textura blanda, pastosa, y sabor dulce, bueno.
Hueso adherente, pequeño, elíptico, con el surco dorsal bastante marcado, los dorsales en general discontinuos, superficie bastante labrada y rugosa en el polo pistilar, pero con aspecto general pulido, abundantes orificios en el borde dorsal.
Su tiempo de recogida de cosecha se inicia en su maduración en la segunda decena de junio.

## Usos
La ciruela 'Verdeja se comen crudas de fruta fresca en mesa, y debido a su sabor dulce, se transforma en mermeladas, almíbar de frutas o compotas para su mejor aprovechamiento.

## Cultivo
Autofértil, es una muy buena variedad polinizadora de todos los demás ciruelos.